# Jacques Aleaume
Jacques Aleaume (Aleaulme, Aléaume sau Alleaume) (n. 1562 - d. 3 octombrie 1627) a fost un matematician francez.
I-a avut ca profesori pe François Viète și Simon Stevin și este cunoscut pentru tratatul de perspectivă intitulat Perspective spéculative et pratique (Perspectivă teoretică și practică), ce a apărut la Paris în 1643.
De asemenea, numele său este legat de proiectul Algèbre nouvelle (Noua algebră), inițiat de Viète și prin care se urmărea formalizarea și sistematizarea acestei științe.